# Верін-Базмаберд
Верін Базмаберд (вірм. Վերին Բազմաբերդ) — село в марзі Арагацотн, на заході Вірменії. Село розташоване за 14 км на схід від міста Таліна, за 3 км на схід від села Неркін Сасунашен, за 3 км на південний захід від села Мецадзор і за 4 км на північ від села Неркін Базмаберд.